# Педурень (Берешть-Бістріца, Бакеу)
Педурень, Педурені (рум. Pădureni) — село у повіті Бакеу в Румунії. Входить до складу комуни Берешть-Бістріца.
Село розташоване на відстані 259 км на північ від Бухареста, 17 км на північ від Бакеу, 75 км на південний захід від Ясс.

## Населення
За даними перепису населення 2002 року у селі проживали 463 особи, з них 462 особи (99,8%) румунів. Усі жителі села рідною мовою назвали румунську.